# Raúl Fabiani
Raúl Iván Fabiani Bosio (Valencia, 23 febbraio 1984) è un ex calciatore spagnolo naturalizzato equatoguineano, di ruolo attaccante.

## Carriera
In virtù delle origini della madre, Fabiani ha potuto giocare nella Nazionale di calcio della Guinea Equatoriale con cui ha partecipato a due edizioni della Coppa d'Africa.